# Nariman Shakirov
Nariman Shakirov (2 de agosto de 1989) es un deportista kazajo que compitió en taekwondo. Ganó una medalla de bronce en el Campeonato Asiático de Taekwondo de 2010 en la categoría de –54 kg.

## Palmarés internacional
| Campeonato Asiático | Campeonato Asiático | Campeonato Asiático | Campeonato Asiático |
| Año                 | Lugar               | Medalla             | Categoría           |
| ------------------- | ------------------- | ------------------- | ------------------- |
| 2010                | Astaná (Kazajistán) | Medalla de bronce   | –54 kg              |